# Big Grrrl Small World
Big Grrrl Small World (manchmal stilisiert als Big GRRRL Small World) ist das zweite Studioalbum der amerikanischen Sängerin und Rapperin Lizzo. Es wurde auf ihrem eigenen Plattenlabel BGSW am 11. Dezember 2015 veröffentlicht. Das Album erhielt „allgemein positive Kritiken“ von Kritikern.

## Produktion
Nachdem ihr Debüt-Studioalbum Lizzobangers 2013 veröffentlicht worden war, begann Lizzo, neue Songs zu schreiben. Sie nahm mehr als 25 Demoaufnahmen auf, von denen aber keine auf Big Grrrl Small World Platz fand. Der älteste Song auf dem Album ist The Fade.
2014 nahm Lizzo an StyleLikeUs Projekt „What’s Underneath“ teil, bei dem sie sich auszog, als sie über ihre Beziehungen zu ihrem Körper sprach. Inspiriert von der Erfahrung schrieb sie „My Skin“, die sie als „die Thesenaussage des Albums“ beschrieb. In einem Interview mit Vice aus dem Jahr 2015 sagte sie:
„Sie können aufwachen und viele Dinge an Ihrem Aussehen ändern, aber die Unvermeidlichkeit, in Ihrer Haut aufzuwachen, ist es, was uns eint.“
Die Aufnahme des Albums fand in den April Base Studios von Justin Vernon in Fall Creek, Wisconsin statt.

## Veröffentlichung
Das Album wurde am 11. Dezember 2015 auf BGSW veröffentlicht. Im Jahr 2019 wurde das Album aus allen Streaming-Diensten und digitalen Einzelhändlern entfernt, um Lizzos Kampagne für den Best New Artist bei den 62. Annual Grammy Awards zu unterstützen.

## Musikvideos
Musikvideos wurden für My Skin und Humanize erstellt. Paste platzierte das Video zu My Skin auf Platz 8 der Liste „25 Best Music Videos of 2015“.

## Kritik
Bei Metacritic, das Rezensionen von Mainstream-Kritikern eine gewichtete durchschnittliche Punktzahl von 100 zuweist, erhielt das Album eine durchschnittliche Punktzahl von 79, basierend auf 10 Rezensionen, was auf „allgemein positive Bewertungen“ hinweist.
Alexis Petridis von The Guardian gab dem Album 4 von 5 Sternen und sagte: „Die Tracks des Albums zeigen eine deutliche Tendenz, an einem völlig anderen Ort zu landen, als an dem sie angefangen haben, unterstützt durch die Tatsache, dass Lizzo eine ebenso starke Sängerin wie eine Rapperin ist.“ Hilary Saunders von Paste gab dem Album 8,2 von 10 Punkten und lobte Lizzos „Fähigkeit, mit gleicher Hartnäckigkeit zu rappen und zu singen“. Andrea Swensson von The Current schreibt: „Es gibt ein altes feministisches Sprichwort, das besagt, dass das Persönliche politisch ist, und Lizzo scheint dieses Konzept an sich zu verstehen.“
Star Tribune platzierte das Album auf Platz 3 der „Twin Cities Critics Tally 2015“-Liste. Spin platzierte es auf Platz 17 der Liste der „50 besten Hip-Hop-Alben 2015“.

## Titelliste
Alle Titel geschrieben von Melissa "Lizzo" Jefferson, sofern nicht anders angegeben.
| #   | Titel       | Produzenten                        | Länge |
| --- | ----------- | ---------------------------------- | ----- |
| 1.  | Ain’t I     | BJ Burton, Sam Spiegel, Jake Troth | 3:55  |
| 2.  | Betcha      | Burton                             | 2:59  |
| 3.  | Ride        | Burton, Lazerbeak                  | 3:50  |
| 4.  | Humanize    | Burton                             | 3:30  |
| 5.  | Bother Me   | Burton                             | 5:02  |
| 6.  | B.G.S.W.    | Stefon "Bionik" Taylor             | 3:16  |
| 7.  | The Fade    | Taskforce                          | 2:59  |
| 8.  | 1 Deep      | Burton                             | 3:26  |
| 9.  | The Realest | Burton                             | 3:54  |
| 10. | En Love     | Taylor                             | 3:24  |
| 11. | My Skin     | Taylor                             | 4:18  |
| 12. | Jang a Lang | Taylor                             | 2:51  |

## Beteiligte und Gastauftritte
Credits sind den Liner-Notes der CD-Edition 2015 entnommen.
- Lizzo – Gesang, Flöte
- BJ Burton – Produktion (1, 2, 3, 4, 5, 8, 9), Ausführende Produktion, Gesang, Vocoder, Gitarre, Synthesizer, Schlagzeugprogrammierung
- Sam Spiegel – Produktion (1)
- Jake Troth – Produktion (1)
- Lazerbeak – Produktion (3), Schlagzeugprogrammierung
- Stefon „Bionik“ Taylor – Produktion (6, 10, 11, 12), Turntablism, Gitarre, Synthesizer, Schlagzeugprogrammierung
- Taskforce – Produktion (7), Schlagzeugprogrammierung
- Sophia Eris – Gesang
- Claire Monesterio – Gesang
- Quinn Wilson – Gesang
- Eric Mayson – Gesang, Piano, Synthesizer
- Justin Vernon – Vocoder, Synthesizer
- Francis Starlite – Synthesizer, Schlagzeugprogrammierung
- Ryan Olson – Synthesizer
- Nelson Devereaux – Saxophon
- Ben Lester – Pedal-Steel-Gitarre
- James Buckley – Bass, Bassgitarre
- Joey Van Phillips – Schlagzeug
- Huntley Miller – Mastering